# Hendrixbrücke
Die Hendrixbrücke (kroatisch Hendrixov most) ist die ältere der beiden Eisenbahnbrücken über die Save in Zagreb, der Hauptstadt Kroatiens.

## Name
Früher, bis zum Bau der zweiten Brücke im Jahr 1968, wurde die 1939 eröffnete Brücke einfach Eisenbahnbrücke oder nach ihrer markanten Farbe grüne Eisenbahnbrücke genannt (kroatisch Željeznički most oder Zeleni željeznicki most). Vor einigen Jahrzehnten erschien ein Graffito HENDRIX auf der Brücke, offensichtlich zum Gedenken an den 1970 verstorbenen Gitarristen und Rockmusiker Jimi Hendrix. Der große, weithin sichtbare Schriftzug wurde erneuert, sooft man ihn auch beseitigte. Bald wurde sie Hendrixbrücke genannt, auch von Leuten, die noch nie von dem Musiker gehört hatten. Zur Feier des 50. Jahrestages seines ersten Albums wurde die Brücke restauriert und in einer Lightshow mit dem Namen in großen Buchstaben geschmückt.

## Beschreibung
Die zweigleisige Brücke ist zwischen den Widerlagern gemessen 306,04 m lang. Sie hat vier Öffnungen mit Stützweiten von 57,50 + 135,54 + 58,00 + 55,00 m.
Die Mittelöffnung wird von einem vollwandigen, versteiften, biegungsfesten Stabbogen überquert. Seine Stützweite von 135,54 m war bei der Eröffnung die größte dieses Tragwerksystems für Eisenbahnbrücken.
Die Hautpträger haben einen Abstand von 9,60 m. Die Trogbrücke ist als Durchlaufträger über fünf Stützen ausgebildet mit einem Gelenk in einer Endöffnung. Die Längsträger sind über der Mittelöffnung 3,50 m und über den Seitenöffnungen 3,00 m hoch.
Die Hauptträger aus KID-Stahl 52 sind genietet. Die Wind- und Querverbände sowie die Hängestangen und die Fahrbahn bestehen aus St 37 und sind geschweißt. Damit war die Brücke auch eine der ersten großen geschweißten Brücken. Der Stahl wurde von der Krainischen Industriegesellschaft Jesenice-Fužine (KID) hergestellt.

## Geschichte

### Einleitung
In den sechziger Jahren des 19. Jahrhunderts wurde in Österreich-Ungarn die für den stark steigenden Warenverkehr zwischen den Adriahafen Rijeka und der ungarischen Hauptstadt Budapest die Eisenbahnverbindung in mehreren Abschnitten gebaut. Die Trassen sind so projektiert und angelegt, dass die Bahnlinie alle Elemente einer bevorzugten Hauptverbindung bekommt, in der Endphase zwei Gleise hat, sowie eine Höchstgeschwindigkeit von 100 km/h erlaubt. Im überwiegend flachen Abschnitt in der pannonischen Ebene, zwischen Budapest über Zagreb bis Karlovac, mussten über zwei große Flüsse – die Drau und die Save – Brückenbauwerke erstellt werden, so dass damals (wo man für den Bau von Eisenbahnbrücken nur geschmiedete Eisenteile verwenden konnte) die Bauingenieure und Techniker vor hohen Anforderungen standen. Beide Brücken wurden nur für ein Gleis ausgelegt und als Fachwerkkonstruktionen ausgeführt. Zum Bau eines zweiten Gleises vor dem Ersten Weltkrieg kam es aus wirtschaftlichen und finanziellen Gründen nicht, da der Waren- und Personentransport mit der Bahn nicht den erhofften Umfang erreichen konnte.
Die politischen Veränderungen nach dem Kriegsende mit der Staatsgründung des Königreichs der Serben, Kroaten und Slowenen (später Jugoslawien) und der Vereinnahmung der Hafenstadt Rijeka durch Italien, haben zu erheblichen Verkehrsverschiebungen des Warenflusses zu und nach Ungarn geführt. Italien hat einerseits für den Hafen Triest besondere Vergünstigungen eingeführt, andererseits bemühte sich Deutschland, den Warentransport für Ungarn über die Häfen Hamburg und Bremen zu verstärken.
Erst der wirtschaftliche Aufschwung in der Welt der 1930er Jahre begünstigte auch die Entscheidung, dem stufenweisen Ausbau der Bahnverbindung zwischen Budapest und Rijeka näher zu treten. Nach dem Rahmenplan sollten nicht nur ein zweites Gleis verlegt, sondern auch die beiden großen Brücken über die Drau und Save neu gebaut sowie eine neue Bahntrasse im gebirgigen Teil zwischen Ogulin und Rijeka so weit wie möglich tiefer mit geringen Steigungen zu führen, was nur mit dem Bau von langen Tunnels erreicht werden konnte.

### Vorbereitungsvorgänge und Planungsentscheidung
Das in Jugoslawien zuständige Verkehrsministerium entschied sich in Absprache mit der Bahndirektion in Zagreb, im ersten Bauabschnitt die vorhandene Brücke über die Save bei Zagreb durch eine neue, zweigleisige Brücke zu ersetzen und im Teilabschnitt zwischen Zagreb und Karlovac das zweite Gleis zu verlegen sowie die Strecke zu elektrifizieren.
Die Vorbereitungen für die neue Brücke über die Save begannen um 1932/33 mit der Auslobung eines internationalen Wettbewerbs. Es wurde eine beschränkte Anzahl von Bauunternehmen mit ausgewiesenen Erfahrungen im Brückenbau eingeladen, ihre Brückenentwürfe und Angebote bis zum Abgabetermin einzureichen. Seitens der Wasserbehörde wurde die Forderung gestellt, die Brückenkonstruktion über die Save auf einer Länge von rund 135 m ohne Zwischenstützen zu überführen. Das Preisgericht hat den Entwurf des Bieters „Tvornica vagona, strojeva i mostva“ aus Slavonski Brod (2. Preis – 1. Preis wurde nicht vergeben) für die Auftragsvergabe vorgeschlagen.
Der preisgekrönter Vorschlag stieß jedoch sowohl beim Verkehrsministerium und der Generaldirektion der jugoslawischen Bahnen in Belgrad, als auch bei der Bahndirektion in Zagreb auf einmütige Ablehnung. Stattdessen haben das Verkehrsministerium und die Generaldirektion in Belgrad die Bahndirektion in Zagreb beauftragt, einen eigenen Entwurf auszuarbeiten und ihnen zur Entscheidung vorzulegen. Direktor der Bahndirektion in Zagreb Schneller bat Adolf Wantur, den erfahreneren Brückenbauer in der Direktion, die Aufgabe zu übernehmen, und ihm einen eigenen Vorschlag zu unterbreiten. Mit dieser Aufgabe besuchte Wantur Otto Eiselin von der Technischen Hochschule in Danzig, der die Tragfähigkeit des gesamten Querschnittes bei einem Brückenbauwerk untersuchte (die Echte Trogbrücke), Fischer von der Gutehoffnungshütte in Oberhausen, mit dem er zwei neuen 45 und 55 m weit gespannten Eisenbahnbrücken mit elastischen Bogen in Mühlhausen/Ruhr besichtigte und Mirko Roš von der ETH Zürich und EMPA in Zürich. Mit Rajko Kusevic von der Technischen Fakultät / Abteilung Bauingenieurwesen in Zagreb stand er ständig im gegenseitigen Gedankenaustausch. Als Ergebnis stand ein bemerkenswerter und für Brückenbau neuer Vorschlag von Adolf Wantur: eine Brückenkonstruktion als Durchlaufträger über 4 Felder mit elastischen Bogen über das größte Feld von 135 m Spannweite, wobei der elastische Bogen die Aufgaben übernehmen soll, die mit senkrechten Stahlstützen (Hängestangen) nach oben geleiteten Lasten über den Bogen zu seitlichen Brückenpfeiler zu übertragen. Der Vorschlag wurde Anfang 1936 von dem Verfasser Wantur und vom stellvertretenden Direktor Tercek unterschrieben und vom Generaldirektor Schneller in Zagreb, als auch von den Vorständen der Generaldirektion der Jugoslawischen Eisenbahnen und dem Verkehrsministerium in Belgrad genehmigt.

### Vergabe der Ausführungsarbeiten und Ablauf der Bauarbeiten
Die Ausführung des gesamten Brückenobjektes wurde an die „Tvornica vagona, strojeva i mostva“ in Slavonski Brod, sowie an das Stahlkonstruktionswerk „Splosna Stavbena Druzba“ in Maribor vergeben. Für die Erzeugung und Lieferung des hochwertigen Stahls KID (entspricht St. 52 in Deutschland) wurde das Stahlwerk in Jesenice beauftragt. Mit den Arbeiten wurde nach einem gemeinsam festgelegten Koordinierungs- und Terminplan umgehend begonnen.
Die Gesamtaufsicht der Bauausführung einschließlich der Einhaltung der Koordinierung und der Terminpläne vom Arbeitsbeginn bis zur Brückenübergabe übernahm Adolf Wantur von der Eisenbahndirektion Zagreb; die Gesamtübersicht der Bauabwicklung oblag dem zuständigen Dezernenten für Brückenbau im Verkehrsministerium in Belgrad E. Krick.
Die Konstruktionsberechnungen, die Ausführungspläne und die Brückenstahlteile wurden von beiden Werken in Slavonski Brod bzw. Maribor unter der Leitung von Valujev und Milosavljevic erarbeitet bzw. errichtet. Alle einzelnen Stahlteile des Haupttragwerkes der Brückenkonstruktion wurden mit Nieten (Stahl St. 44) verbunden. Die Hängestangen und die Wind- sowie Querverbände wurden geschweißt. Während der gesamten Durchführung Brückenarbeiten standen als Berater die Rajko Kusevic von der Universität Zagreb und Mirko Roš von der ETH und EMPA in Zürich zur Verfügung.
Der Schutzanstrich der gesamten Stahlkonstruktion der Brücke auf einer Fläche von rund 10 000 m² wurde in Anlehnung der strengen Schweizer Vorschriften von der Firma Weber und Miljevic aus Zagreb ausgeführt.
Für die Brückenstützen und -widerlager wurde nach dem Vorschlag und der eingehenden Prüfungen der EMPA Granit aus dem Steinbruch Rpanj gewählt.
Nach Vollendung von allen Brückenarbeiten wurden im Herbst 1939 Probebelastungen der Brückenkonstruktion durch 6 Paare von schweren Dampflokomotiven vorgenommen. Alle Messergebnisse lagen zufriedenstellend im zulässigen Bereichen.

### Verkehrsübergabe
Die Brücke wurde mit einem Festakt am 3. Dezember 1939 unter der Teilnahme des Banus (= Ministerpräsidenten) Ivan Subasic, E. Krick als Vertreter des Verkehrsministers, B. Tosic als Vertreter des Generaldirektors der Jugoslawischen Staatsbahnen, des stellvertretenden Direktors Tercek und Wantur, Brückenbaureferenten der Eisenbahndirektion Zagreb, sowie vielen anderen Teilnehmern aus dem öffentlichen Leben dem Verkehr übergeben.